# Literaturjahr 1791
Liste der Literaturjahre

Literaturjahr 1791 | 1795

Weitere Ereignisse
Dieser Artikel behandelt das Literaturjahr 1791.

## Ereignisse
- 6. Januar: Das Théâtre de Monsieur in der Pariser Rue Feydeau wird eröffnet.

- 7. Mai: Mit August Wilhelm Ifflands Schauspiel Die Jäger wird das von Großherzog Carl August gegründete Weimarer Hoftheater im Komödienhaus von Johann Wolfgang von Goethe eröffnet.

- 11. Juli: Voltaires Leichnam wird feierlich ins Pantheon überführt.

- Beaumarchais stellt das Drama La mère coupable fertig (UA 1792).

- Das Stadttheater Grein in Österreich wird gegründet. Es ist das älteste im Originalzustand erhaltene bürgerliche Theater nördlich der Alpen.

## Neuerscheinungen

### Periodika
- 4. Dezember: The Observer erscheint als Wochenzeitung und ist die  erste britische Sonntagszeitung

- Moskovskii zhurnal  wird von dem Schriftsteller und Historiker Nikolai Michailowitsch Karamsin gegründet.

- Jeversches Wochenblatt, gegründet von  Johann Hinrich Borgeest (1783–1803)

### Prosa

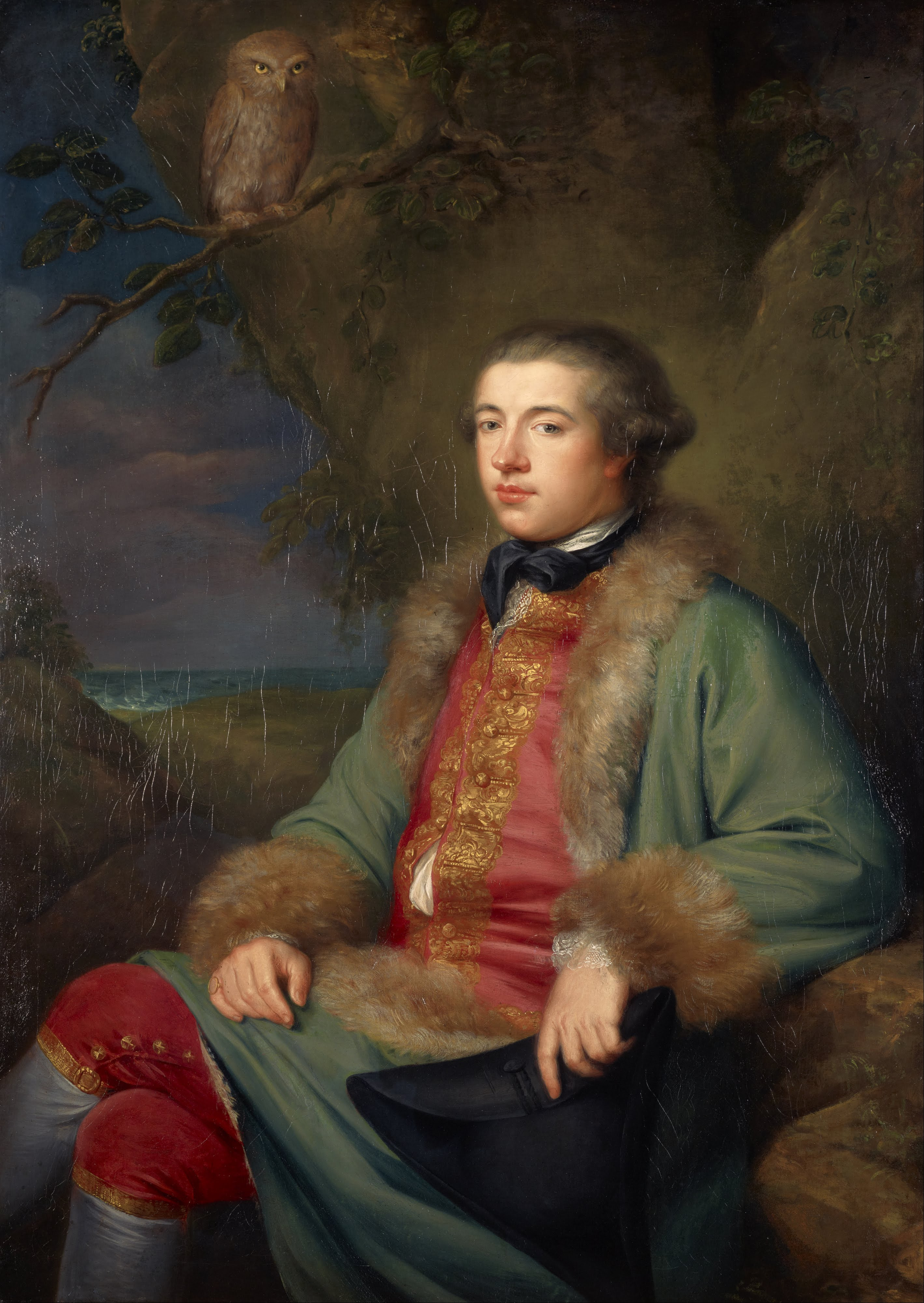
James Boswell

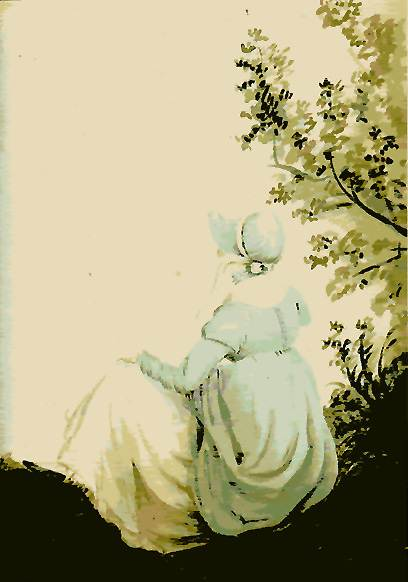
Jane Austin

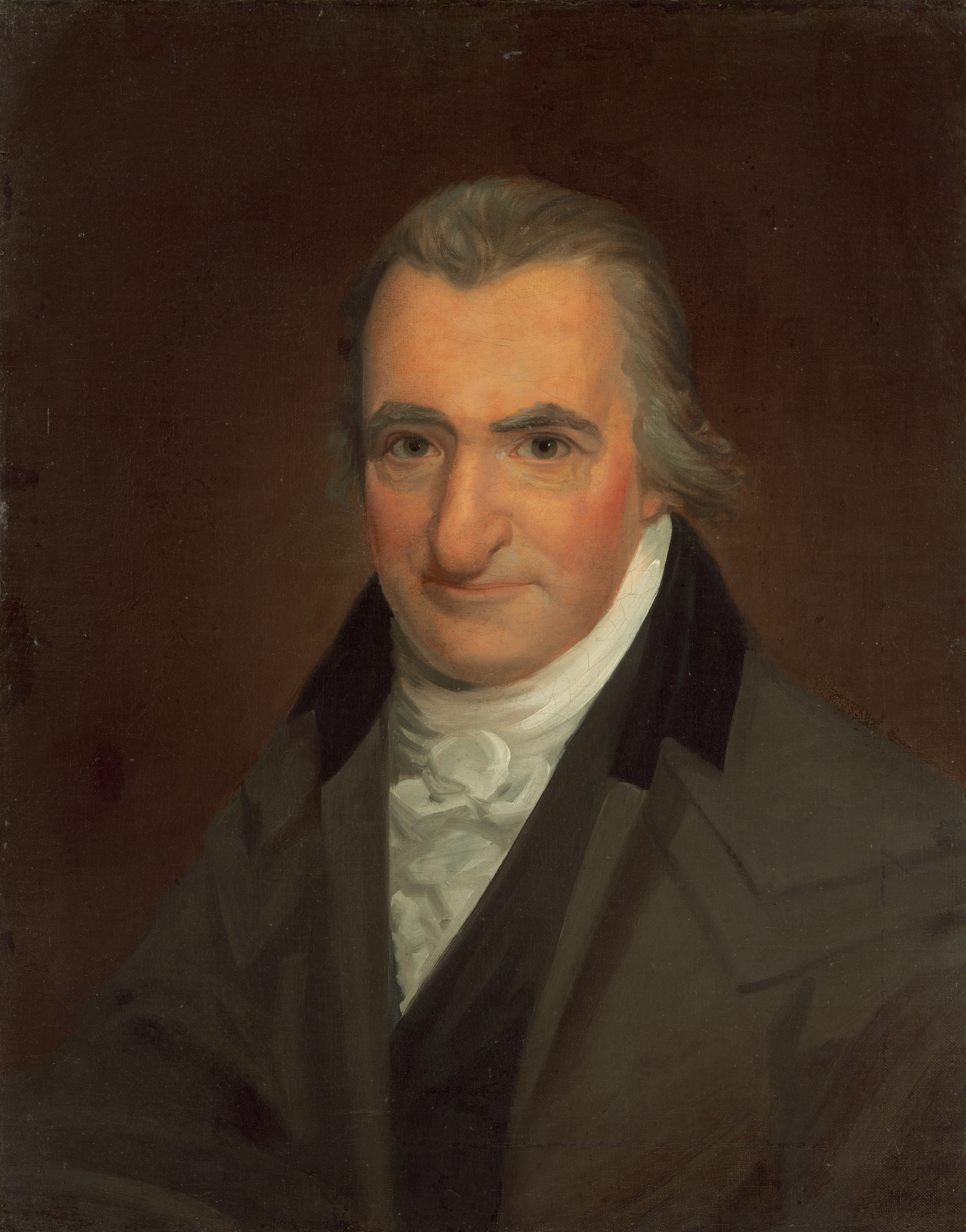
Thomas Paine

- James Boswell publiziert in London The Life of Samuel Johnson.
- Ein Jahr nachdem er aus der Bastille entlassen worden ist, publiziert de Sade die 2. Fassung von Justine oder vom Missgeschick der Tugend , sein erstes gedrucktes Buch überhaupt. Die erste Fassung Les Infortunes de la Vertu von 1781 ist zu Lebzeiten de Sades nicht gedruckt worden.
- Susanna Rowson: Charlotte, a Tale of Truth; Mentoria, or the Young Ladies' Friend
- Christoph Martin Wieland: Geheime Geschichte des Philosophen Peregrinus Proteus, Roman, erscheint in Leipzig im Verlag Göschen.
- Die 15-jährige Jane Austen verfasst das satirische Werk Die Geschichte Englands und datiert es mit „Samstag, 26. November 1791“.
- Johann Kaspar Steube veröffentlicht seine Lebensgeschichte unter dem Titel Wanderschaften und Schicksale von Johann Caspar S.

### Drama
- 17. September: Johann Wolfgang Goethe: Der Groß-Cophta, ein Lustspiel in 5 Akten wird zur Eröffnung des Herzoglichen Theaters in Weimar uraufgeführt

### Lyrik
- Johann Wolfgang Goethe: Die Spröde (An den reinsten Frühlingsmorgen). Goethe verwendete den Text in  Theatralische Abenteuer (1791 Weimar), die Musik dazu stammt von Domenico Cimarosa: "L’impresario in angustie".
- Friedrich Hölderlin veröffentlicht seine ersten Gedichte: Hymne an die Muse; Hymne an die Freiheit; Hymne an die Göttin der Harmonie; Melodie an Lida; Meine Genesung; Hymne an die Schönheit; Hymne an die Menschheit

### Übersetzungen
- James Newton gibt die Vitruv-Übersetzung aus dem Lateinischen ins Englische seines Brudes William Newton (1735–1790) heraus. Das Buch wird in der Taylor Offizin in London gedruckt.

### Wissenschaftliche Werke und Essays
- Der vierte Teil von Herders geschichtsphilosophischen Hauptwerks Ideen zu einer Philosophie der Geschichte der Menschheit

- Jakob Mauvillon: Mann und Weib nach ihren gegenseitigen Verhältnissen geschildert, Gegenstück zu der Schrift ueber die Weiber

- Thomas Paine: Rights of Man

- Alexander Fraser Tytler: Essay on Principle of Translation, das erste gedruckte Buch über die Theorie der Übersetzung

- Constantin François Volney: Les Ruines Ou Méditations Sur Les Révolutions Des Empires erscheint in Genf

## Geboren

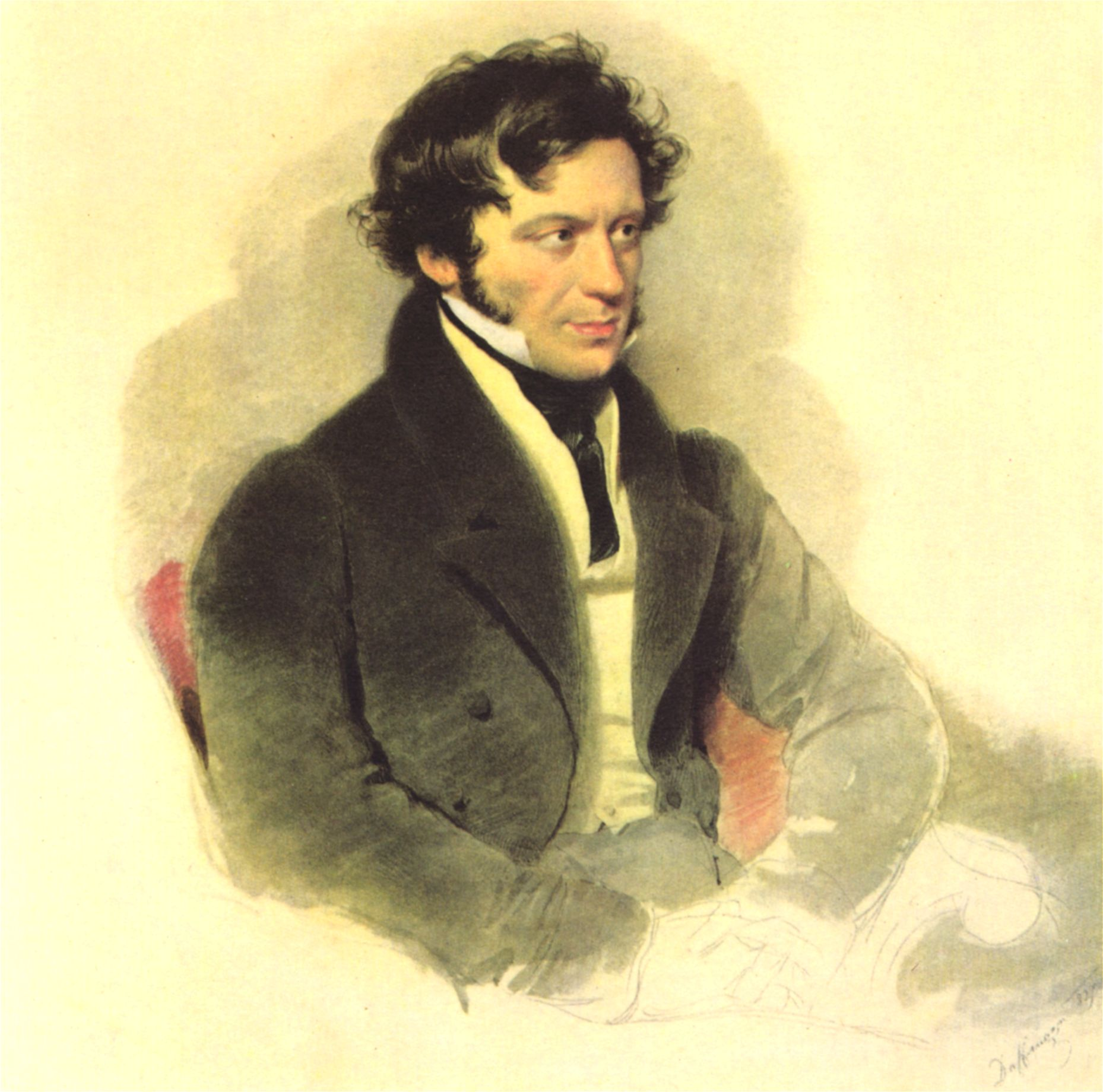
Franz Grillparzer

- 15. Januar: Franz Grillparzer, österreichischer Theaterautor († 1872)
- 20. Februar: Émile Deschamps, französischer Dramatiker und Librettist, († 1871)
- 11. Oktober: Carl Bertelsmann, deutscher Drucker und Verleger (†1850)

## Gestorben

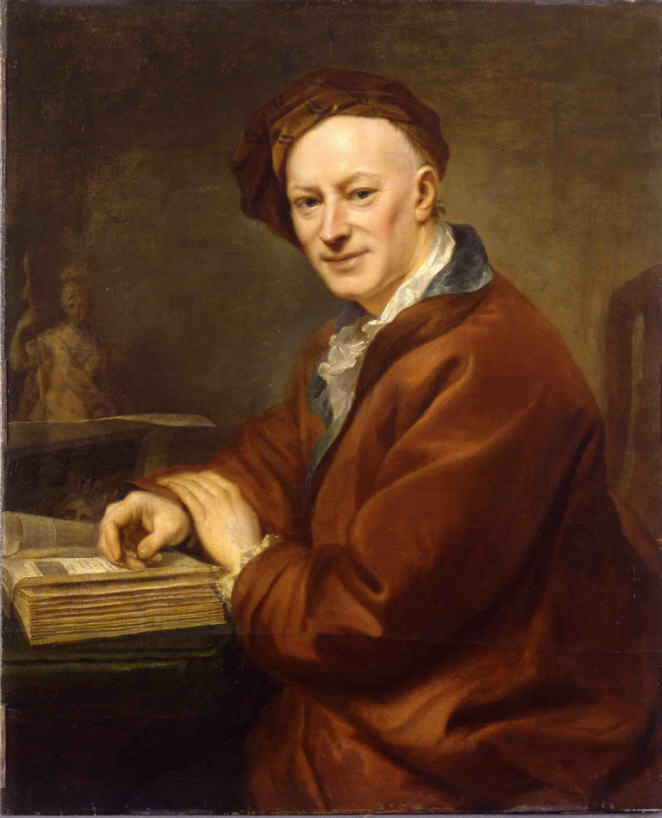
Georg Friedrich Brandes

- 23. Januar: Karl Heinrich von Heinecken, deutscher Bibliothekar, Kunstschriftsteller (* 1701)
- 26. Januar: Antoine-Gaspard Boucher d’Argis, französischer Jurist, Verfasser juristischer Artikel der Encyclopédie

- 2. April: Gabriel de Riqueti, comte de Mirabeau, französischer Politiker, Schriftsteller und Publizist (* 1749)

- 22. August: Johann David Michaelis, deutscher Theologe, Philologe und Orientalist, (* 1717)
- 6. September: Georg Friedrich Brandes, Besitzer der bedeutendsten deutschen Privatbibliothek der Aufklärung (* 1709)

- 17. September: Tomás de Iriarte, spanischer Dichter (* 1750)

- 25. September: William Bradford, US-amerikanischer Drucker und Verleger (* 1719)

- 21. Dezember: Arnaud Berquin, französischer Kinderbuchautor